# 小行星5831
小行星5831（5831 Dizzy）是一颗绕太阳运转的小行星，为主小行星带小行星。该小行星于1991年5月4日发现。

## 轨道参数
小行星5831的轨道半长轴为2.6901489 UA，离心率为0.140。